# Schmälzmittel
Schmälzmittel zählen zur Gruppe der Textilhilfsmittel und dienen der Fettung von Fasern (insbesondere von Wolle) vor dem Spinnen und zur Erleichterung des Spinnvorgangs zur Herstellung von Garnen. Als Schmälzmittel werden emulgierte Mineralöle, Phosphorsäureester oder Olein (technische Ölsäure) eingesetzt.
Die möglichst vollständige Entfernung des Schmälzmittels nach dem Spinnen ist wichtig, weil sonst ein einwandfreies Färben der Garne oder Gewebe erschwert wird. Olein kann z. B. mit Sodalösung leicht ausgewaschen werden.